# Gerhard Milletich

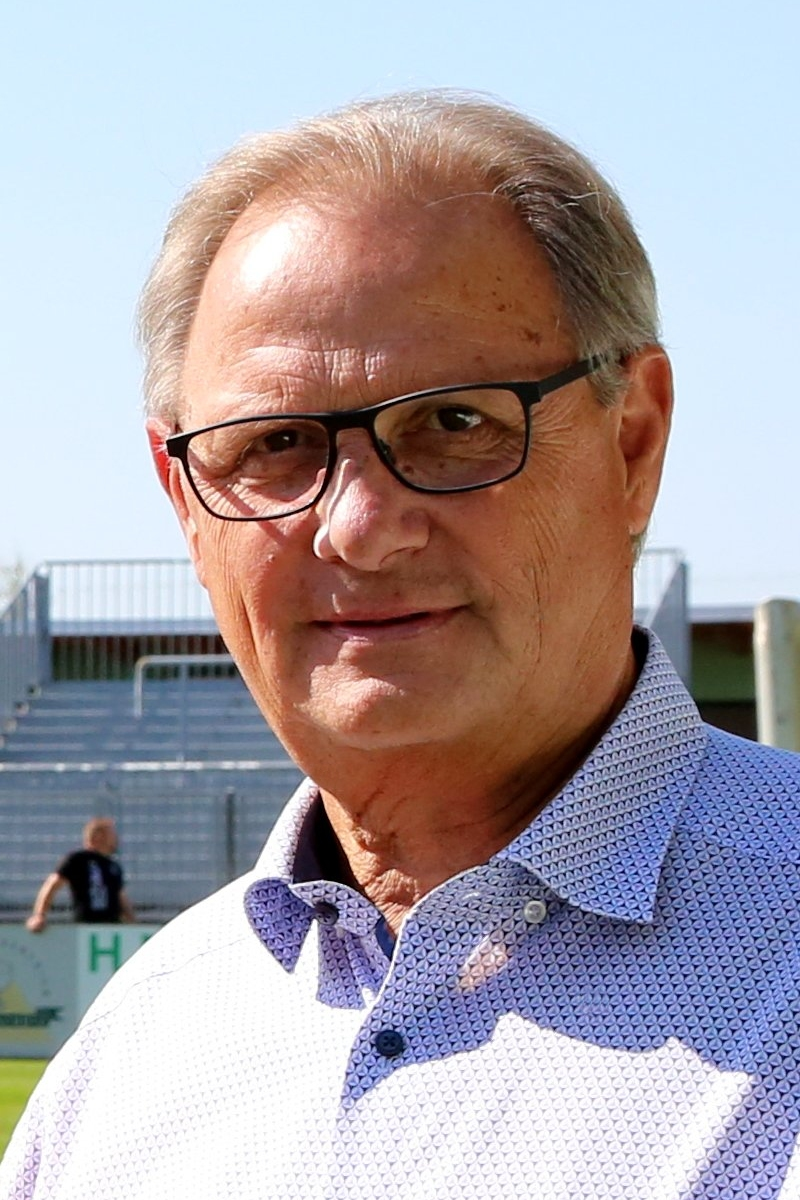
Gerhard Milletich (2021)

Gerhard Milletich (* 1956) ist ein österreichischer Medienunternehmer und Fußballfunktionär. Ab Oktober 2021 war er Präsident des Österreichischen Fußball-Bundes. Im Jänner 2023 trat er nach Korruptionsvorwürfen von diesem Amt zurück.

## Leben
Im Jahr 1985 kam Milletich zur Compress-Gruppe, ein Verlag, deren Geschäftsführer er 1990 wurde. Als im Jahr 1999 die Compress-Gruppe an den Bohmann-Verlag verkauft wurde, wurde er dessen Mit-Geschäftsführer. 2004 kaufte er gemeinsam mit seiner Mit-Geschäftsführerin Gabriele Ambros den Verlag dem bisherigen Eigentümer, dem niederländischen Konzern Wolters Kluwer, ab und hält seitdem 50 Prozent der Anteile an diesem. 2011 übernahm der Bohmann-Verlag unter seiner Führung das Burgenländische Kabelfernsehen (BKF) und baute es zu dem Regionalsender für die Ostregion Schau TV um, veräußerte diesen allerdings 2017 aufgrund wirtschaftlicher Probleme an das KURIER Medienhaus. Im Mai 2020 wurde bekannt, dass Milletich einen Teil des Bohmann-Verlags in seine Heimatgemeinde Parndorf verlegen werde, im September desselben Jahres fand die Gleichenfeier für das Medienhaus in Parndorf statt.
2013 wurde Milletich aufgrund seiner wirtschaftlichen Verdienste die Berechtigung zur Führung des Berufstitels Kommerzialrat erteilt. Er ist verheiratet und hat eine Tochter. Politisch steht er der SPÖ nach Eigendefinition näher als der türkisen ÖVP, er kandidierte 2012 auch auf einem hinteren Listenplatz der SPÖ für den Parndorfer Gemeinderat.
Gerhard Milletich ist Angehöriger der burgenlandkroatischen Volksgruppe.

## Engagement als Fußballfunktionär

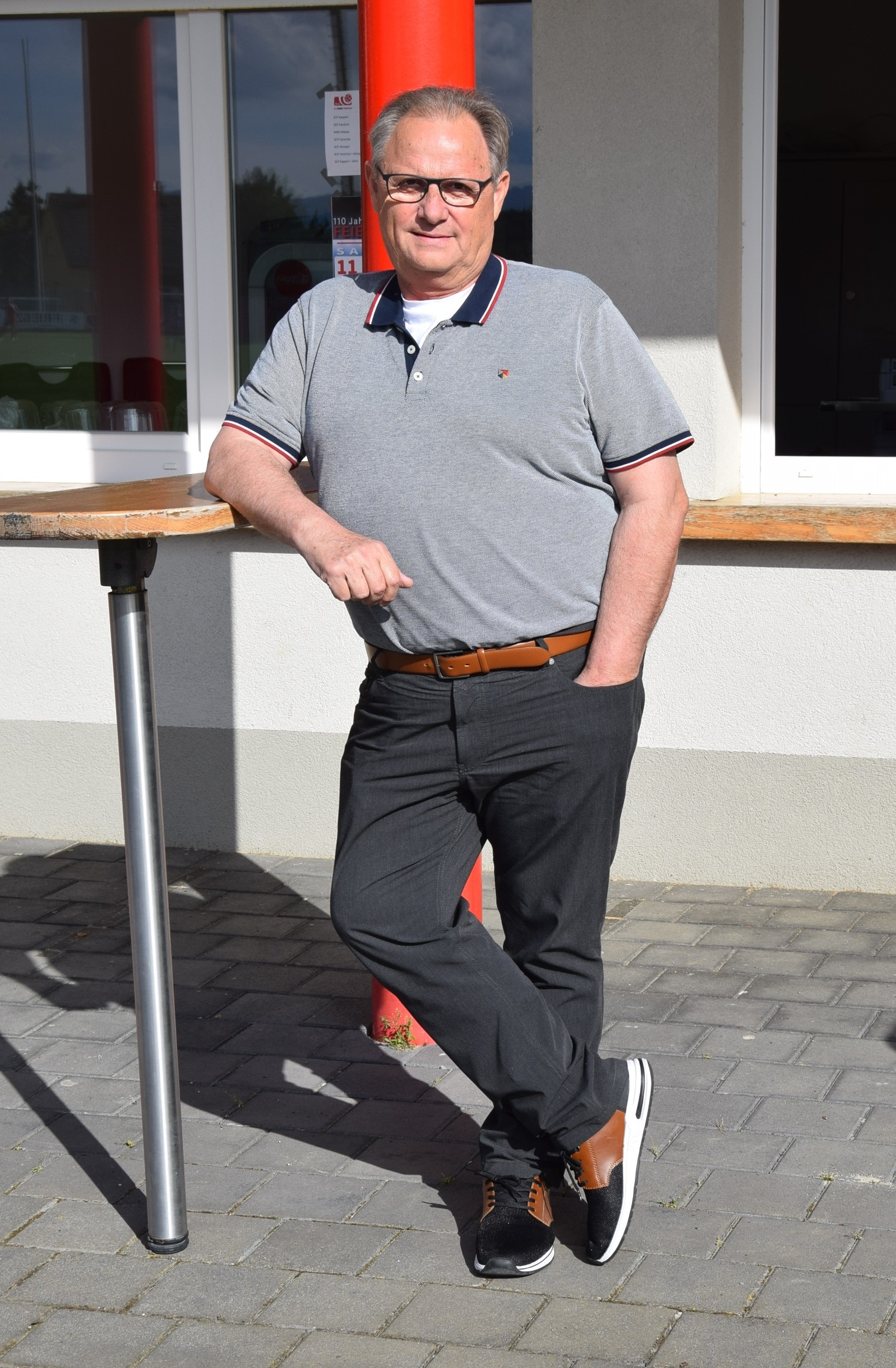
Gerhard Milletich beim Spiel SC Pinkafeld vs. SC/ESV Parndorf (2022)

Im Jahr 1993 wurde Milletich Obmann des SC/ESV Parndorf, er hatte diese Funktion für 27 Jahre bis 2020 inne. In dieser Zeit gelang u. a. der Aufstieg in die Regionalliga Ost sowie nachfolgend der zweimalige Aufstieg in die Erste Liga, in welcher der Verein insgesamt 3 Saisonen (2006/2007, 2007/2008, 2013/2014) spielte.
2012 wurde Milletich zusätzlich zu seiner Obmannschaft beim SC/ESV Parndorf Präsident des Burgenländischen Fußballverbandes (BFV).
Im September 2021 setzte sich Milletich in einer Kampfabstimmung im ÖFB-Wahlausschuss um das Amt des ÖFB-Präsidenten gegen seinen Kontrahenten, den Unternehmer Roland Schmid, im 2. Wahlgang mit 7 zu 3 Stimmen durch, nachdem es im 1. Wahlgang ein 5 zu 5 Patt gab. Am 17. Oktober 2021 wurde er schlussendlich von der Ordentlichen Bundeshauptversammlung des ÖFB für 4 Jahre zu dessen Präsidenten gewählt. Von diesem Amt trat er im Jänner 2023 zurück. Im Vorfeld des Rücktritts waren Korruptionsvorwürfe erhoben worden.